# Eugène Delangre
Pour les articles homonymes, voir Delangre.

a Compétitions nationales et continentales officielles uniquement.

Dernière mise à jour le 19 novembre 2024.
Eugène Delangre, né le 19 juin 1904 à Toulon (Var) et mort le 15 mars 1970 à Six-Fours-les-Plages, est un joueur français de rugby à XV qui évoluait au poste de troisième ligne aile au sein de l'effectif du Rugby club toulonnais. 
Une tribune populaire du Stade Mayol est nommée "Delangre" en sa mémoire.

## Carrière
Eugène Delangre joue au RC Toulon de 1920 à 1944, remportant le titre national en 1931,.
Il est également co-entraîneur du club en 1948 avec son complice Auguste Borréani.

## Palmarès
- Vainqueur du Championnnat de France en 1931